# Норвежский институт спорта
Норвежский институт спорта (норв. Norges idrettshøgskole, NIH) — публичный университет, расположенный на озере Sognsvann близ Осло, Норвегия. В основном университет занимается изучением проблем физической культуры и спорта, а также подготовкой и квалифицированием специалистов в этой области. Пройдя обучение, студенты могут получить степени бакалавра, магистра и доктора. Среди выпускников университета много известных тренеров, олимпийских чемпионов и чемпионов мира, представляющих страну в различных спортивных дисциплинах.

## История
В 1870 году по распоряжению правительства Норвегии здесь была основана Гимнастическая центральная школа атлетики и оружейного пользования. В 1915 году это учебное заведение переименовали в Государственную гимнастическую школу. 1 июня 1968 года организация получила своё сегодняшнее название и удостоилось статуса университета. Первого магистра выпустили в 1973 году, первое звание доктора философии было присуждено в 1990-м.